# Jacques Sylla
Pour les articles homonymes, voir Sylla (homonymie).
Jacques Sylla, né le 22 juillet 1946 à Tamatave et mort le 26 décembre 2009 à Antananarivo, est un homme d'État malgache. Il est le fils d'Albert Sylla, ministre des Affaires étrangères sous la présidence de Philibert Tsiranana. Il fut Premier ministre (2002-2007) puis président de l'Assemblée nationale (2007-2009).

## Biographie
Licencié en droit, il est avocat de profession.

### Carrière politique
Il est ministre des Affaires étrangères sous la présidence d'Albert Zafy, du 27 mars 1993 au 5 septembre 1996, puis Premier ministre du 26 février 2002 au 20 janvier 2007 sous la présidence de Marc Ravalomanana. 
En février 2002, peu après l'accession au pouvoir de Marc Ravalomanana (dont il fut le conseiller juridique), il est nommé Premier ministre, fonction qu'il exerce jusqu'en janvier 2007. Sa proximité avec le cardinal Armand Razafindratandra a peut-être contribué à l'accession à ce poste[réf. souhaitée].
Jacques Sylla est élu président de l’Assemblée nationale le 23 octobre 2007. Lors des événements de 2009, il se rapproche d'Andry Rajoelina, le nouvel homme fort de Madagascar. Puis selon l'accord de partage du pouvoir signé le 9 août 2009 à Maputo entre les quatre principales mouvances politiques malgaches, il assure la présidence du Congrès de la Transition du 9 août 2009 au 12 novembre 2009, date à laquelle il est remplacé.
Il meurt le 26 décembre 2009, des suites d'une longue maladie.

## Famille
Il est l'un des enfants d'Albert Sylla, ministre des Affaires étrangères sous la présidence de Philibert Tsiranana.
Marié à Yvette Rakoto, historienne et femme politique, il est un fervent catholique, père de quatre enfants. Yvette Sylla est professeur d'histoire et de géographie au lycée français de Tananarive. Elle a notamment été ministre des Affaires étrangères (2011) et à la tête d'autres départements ministériels (Travaux publics, Commerce et consommation) ; elle est nommée en 2019 ambassadrice auprès de l'UNESCO.